# المعتلي (طور الباحة)

تعديل مصدري - تعديل

المعتلي هي إحدى قرى عزلة طور الباحة بمديرية طور الباحة التابعة لمحافظة لحج، بلغ تعداد سكانها 201 نسمة حسب تعداد اليمن لعام 2004.